# إسماعيل راجي الفاروقي
إسماعيل راجي الفاروقي (1921م - 1986م) هو باحث ومفكر فلسطيني تخصص في الأديان المقارنة، من أوائل من نظّروا لمشروع إسلامية المعرفة، وقد انتخب أول رئيس للمعهد العالمي للفكر الإسلامي، وقد استشهد برفقة زوجته لمياء الفاروقي ليلة 18 رمضان 1406 هـ الموافق 27 مايو عام 1986م بالولايات المتحدة الأمريكية طعنًا بالسكاكين.

## السيرة الذاتية
وُلِد الدكتور إسماعيل راجي الفاروقي في مدينة يافا الفلسطينية عام 1921م لإحدى الأسر الفلسطينية العريقة والثرية. عمِل والده قاضيا شرعيا ورغم ذلك فقد فضّل أن يتلقى ابنه تعليما مدنيا حديثا على عادة بعض الأسر الفلسطينية الثرية؛ فألحقه بمدرسة الفرير الدومينيكان الفرنسية (سان جوزيف) التي حصل منها على الشهادة الثانوية عام 1936م، ومنها التحق بكلية «الآداب والعلوم» بالجامعة الأمريكية ببيروت حيث حصل على بكالوريوس الفلسفة عام 1941م. عقب تخرجه اشتغل ببعض الأعمال الحكومية في ظل حكومة الانتداب البريطاني. ومع اندلاع القتال في فلسطين عام 1948م شارك في بعض العمليات الجهادية إلا أنه غادر إلى الولايات المتحدة مع انتهاء الحرب وتأسيس الدولة اليهودية 
فور وصوله إلى الولايات المتحدة تابع إسماعيل الفاروقي تحصيله العلمي حيث حصل على درجتي ماجستير في الفلسفة عامي (1949، 1951م)، ثم حصل على درجة الدكتوراه من جامعة إنديانا عام 1952م عن رسالته المعنونة «نظرية الخير: الجوانب الميتافيزيقية والإبستمولوجية للقيم».
على الرغم من حصوله على أعلى الدرجات العلمية فقد استشعر الفاروقي نقصا في تكوينه المعرفي بسبب اقتصاره –حتى ذلك الحين- على الاطلاع والتعمق في الثقافة والفكر الغربي حيث نهل من رافد معرفي وحيد هو الرافد الغربي، لذلك قرر الإقبال على الدراسات الإسلامية حتى يستكمل تكوينه العلمي؛ فتوجه إلى القاهرة وأمضى بها نحو الأربعة أعوام تفرغ خلالها لدراسة العلوم الشرعية من مصادرها الأصلية في الأزهر الشريف، وقد برهن على عميق فهمه وتمثله للتراث المعرفي الإسلامي حين وقع اختياره على ابن تيمية (728 هـ) ليكون مرجعيته فيما استشكل عليه من أمور فكرية وبخاصة ما يطرحه عليه المستشرقون في الغرب بشأن الإسلام، وفي هذا الصدد يقول الفاروقي: «يظُنُ بعض الناس أن أفكاري من صنعي ولكن كلما استشكل علىّ أمر أجدُ جوابه عند شيخ الإسلام ابن تيمية» 
إلى جانب هذه التأثيرات الإسلامية تعرّض الدكتور الفاروقي خلال إقامته بالقاهرة لبعض التأثيرات الناصرية حين آمن لبعض الوقت بفكرة العروبة التي رأى أنها ذات جذور إسلامية من حيث أن العرب كان لهم بعض الفضل بسبب قيامهم بالدور الأكبر في تبليغ الدين الخاتم، وذلك بخلاف مفهوم القومية الذي هو نتاج تجربة حضارية غربية لا يمكن تعميمها عالميا. إلا أن تعثر مشروع جمال عبد الناصر القومي والإخفاق السياسي الذي مُني به في حرب يونيو (1967م) جعل الفاروقي يتوجه نحو الإسلام حتى إنه لم يعُد يذكر العروبة في كتاباته.

## المؤلفات
مع اكتمال التكوين المعرفي ارتحل الدكتور إسماعيل الفاروقي مجدداً إلى الولايات المتحدة حيث اشتغل منذ أواخر الخمسينيات أستاذا لفلسفة الأديان في عدد من الجامعات الأمريكية والغربية، وله مؤلفات متميزة في هذا المجال فقد صدر له باللغة العربية «الملل اليهودية المعاصرة»، كما أن له عددا من المؤلفات باللغة الإنجليزية ولم يتم تعريبها، نذكر منها: Historical Atlas of the Religions of the World الأطلس التاريخي لديانات العالم، The Great Asian Religions أديان آسيا الكبرى، Christian Ethics الأخلاق المسيحية. وقريب من هذا كتاباته عن اليهود والظاهرة الصهيونية من مثل أصول الصهيونية في الدين اليهودي وIslam and The Problem of Israel الإسلام ومشكلة إسرائيل، وهي مؤلفات امتدحها المفكر عبد الوهاب المسيري في موسوعته (اليهود واليهودية والصهيونية) بوصفها استطاعت أن تتجاوز السياسي وصولا إلى المعرفي في فهم الظواهر المرتبطة باليهود.
أما بقية إنتاجه المعرفي فهو يدور حول الحضارة الإسلامية التي خصها الفاروقي بمؤلف ضخم أسماه «أطلس الحضارة الإسلامية» والذي نُقل إلى العربية بعد رحيله، وقد حاول من خلاله أن يعرّف بجوهر الحضارة الإسلامية وخصائصها المميزة وأن يؤكد على دور التوحيد في تشكيل جميع جوانبها حتى المادية منها، ولا ننسى في هذا المقام كتابه الأكثر أهمية، والذي نشره بالإنكليزية تحت عنوان (Al Tawhid; Its Implications for Thought and Life) التوحيد وآثاره في الفكر والحياة. كما أن للفاروقي عدداً من البحوث حول (إسلامية المعرفة) الذي يُعد بحق المُنظّر الأول لها، وبعضها تمت ترجمته ونُشرت من خلال المعهد العالمي للفكر الإسلامي ودورية (المسلم المعاصر). وللفاروقي مجموعة مهمة جداً من البحوث والدراسات المنشورة باللغة الإنكليزية حررها ونشرها بعد وفاته عطاء الله صديقي تحت عنوان: (Islam and Other Faiths) الإسلام والعقائد الأخرى هذا فضلا عن بعض ترجماته إلى اللغة الإنكليزية مثل ترجمته لكتاب حياة محمد لمحمد حسين هيكل.
كانت للدكتور الفاروقي نشاطات واسعة خلال إقامته في الولايات المتحدة عبّر من خلالها عن تواصله مع قضايا العالم الإسلامي وبخاصة المعرفية منها، وبرهن على أن الارتحال عن الوطن لا يعني انفصالا وانقطاعا عن متابعة قضاياه والعمل لأجلها، وفي هذا الصدد نذكر أنه قد أسس مع مجموعة من أعضاء اتحاد الطلاب المسلمين «جمعية العلماء الاجتماعيين المسلمين» عام 1972م وتولى رئاستها منذ تأسيسها وحتى عام 1978م، ومن خلال الجمعية ونقاشاتها تبلورت لديه رؤية محددة حول «إسلامية المعرفة» وهي الفكرة الأم التي تأسس حولها المعهد العالمي للفكر الإسلامي في الولايات المتحدة عام (1981م).

## إسلامية المعرفة
كان لتعثر جهود الإصلاح أثره الكبير على الفاروقي وأترابه من الدارسين المسلمين في الغرب الذين استطاعوا بحكم إقامتهم في الغرب أن يدركوا حالة التراجع الإسلامي من جهة ومدى التناقض بين التصورات الغربية الوضعية عن المعرفة وبين مثيلاتها الإسلامية من جهة ثانية. وحسب هؤلاء فإن أيا من المصلحين السابقين لم يستطع أن يقف على هذا التناقض «إن جيلنا هو الذي اكتشف هذا التناقض عندما عاشه في حياته الفكرية، على أن العذاب النفسي الذي ولدّه هذا التناقض فينا جعلنا نستيقظ مرعوبين ومُدركين تماما ما تتعرض له الروح الإسلامية من انتهاك في جامعات العالم الإسلامي. ولهذا فنحن نُنبه العالم الإسلامي إلى هذا الشر، ونسعى ولأول مرة في التاريخ إلى تطوير خطة توقف سريانه وانتشاره، وتتصدى لنتائجه، وتُعيد التعليم الإسلامي إلى نهجه القويم» 
كانت تلك هي الأجواء التي تم خلالها إنشاء «المعهد العالمي للفكر الإسلامي» بواشنطن عام 1981م الذي ترأسه الدكتور الفاروقي منذ إنشائه وحتى وفاته عام (1986م)، وذهب مؤسسو المعهد إلى أن الأزمة التي تُعاني منها الأمة هي أزمة فكرية، وأن الأزمات السياسية والاقتصادية والاجتماعية ما هي إلا تجليات لهذه الأزمة الأم. وقد قدم هؤلاء رؤية يمكن وصفها بالمتفردة حيث وقفت موقف النقد من المعرفة الغربية للمرة الأولى –عربيا على الأقل - كما أنها تبنت إستراتيجية أو خطة مقترحة للعمل عرفت باسم (إسلامية المعرفة) وهكذا اجتمع في هذه الرؤية النقد والتقويض جنبا إلى جنب مع البناء والتأسيس.
يُعد الفاروقي من أوائل من اشتغلوا على تمحيص الأسس الفلسفية التي تأسست عليها المعرفة الغربية ومقارنتها بالأسس الإسلامية، وخلص من خلال المقارنة إلى أن هناك اختلافات لا مجال لإنكارها تجعل من التسليم الإسلامي المطلق للمعرفة الغربية أمرا مُتعذراً، وهذه الاختلافات هي: الاعتقاد بأن الغيب لا يُمكن أن يكون مصدراً للمعرفة، وأن العلم هو ما يتعلق فقط بالحقائق الموضوعية التي ترصدها الحواس، وأنه يخلو من أي موجهات أخلاقية أو قيمية، وأن غايته القصوى إشباع الحاجات المادية لبني البشر وتحقيق سعادتهم دون أن يُعنى بالارتقاء بهم.
على النقيض من هذا تقف المعرفة الإسلامية التي تتأسس –حسب الفاروقي- على مبدأ «وحدة الحقيقة» الذي يعني أن الله سبحانه وتعالى هو مصدر المعرفة، وأن وحيه الإلهي قد تضمن إلى جوار صفاته عز وجل (الحقيقة المطلقة العليا) بعض الإشارات الكونية (الحقائق الموضوعية)، وأنه ليس ثمة تعارض بين الوحي من جانب وبين العقل والعلم من جانب آخر؛ فالعقل هبة من الله للإنسان وتقع على عاتقه مهمة مزدوجة هي استيعاب الوحي واكتشاف الأسباب والسنن الكونية. ويذهب الفاروقي إلى أن هناك ما يحول بين العلم الإسلامي وبين الانزلاق إلى ما انزلق إليه العلم الغربي من إنكار لوجود الإله ومن نهب للطبيعة وإعلان للسيطرة عليها؛ ذلك أنه يعمل في إطار من القيم والأخلاق المستمدة من الوحي مصدر العلم والمعرفة؛ ونظراً لأخلاقيته فهو يرتبط بالجماعة والأمة إذ الأخلاق هي مجموعة ضوابط تنظم علاقة الفرد بالمجموع العام، ولا يمكن أن يكون مجال تطبيقها الدائرة الفردية وحسب.
من ناحية أخرى أولت خطة إسلامية المعرفة –التي حدد ملامحها الدكتور الفاروقي -اهتماما ملحوظا بالتعليم الأوليّ حين دعت إلى إعادة تأسيس النظام التعليمي الراهن على نحو يكفل القضاء على الازدواجية التي تقسمه إلى نظامين أحدهما إسلامي والآخر علماني واعتماد نظام موحد يحل محلهما يضُم العلوم الحديثة إلى جانب مبادئ العلوم الشرعية، فالإسلام يمقت تقسيم الناس إلى طبقتين طبقة عامة الناس وطبقة العلماء الشرعيين؛ فالناس سواسية في اكتساب المعرفة الحديثة وفي التعرف على مبادئ دينهم. ويتميز هذا النظام الجديد بأنه يجعل من دراسة الحضارة أمرا إلزاميا في كافة المراحل التعليمية لأنها وحدها الكفيلة بغرس روح الانتماء في نفس الدارس وتعريفه بتاريخه وجوهر حضارة أمته على نحو يجعله في منأى عن التأثر السلبي بالأفكار الوافدة.
كذلك طرحت إسلامية المعرفة تصورا للعملية المعرفية مفترضة أن إنتاج معرفة إسلامية يقتضي أمرين: الأول، الاطلاع الواسع على المنتج المعرفي الغربي، ومنهجيات البحث العلمي، والانتقادات الموجهة إلى المعرفة الغربية من جانب المفكرين الغربيين وهذا الاطلاع العميق يعني لدى الفاروقي وقوفا من الباحث المسلم على آخر التطورات العلمية، ومعرفة ما الإضافات التي يمكن تقديمها إليها. والثاني، أن يكون الباحث متمكنا من التراث، ومن هنا نبتت فكرة الدعوة إلى تيسير التراث وقد اقترح الفاروقي إجراءات عملية في سبيل تيسيره من قبيل القيام بتبويبه وتصنيفه وفقا لتقسيمات العلوم الاجتماعية وأقسامها، والتعريف بمصطلحاته بلغة يسيرة ومفهومة، ونشر بعض الكتب التراثية الهامة مع تقديم شروح لها. ويبين الفاروقي أن الغاية من وراء الاهتمام بالتراث أن يصبح بمقدور الباحث المسلم أن يجيب على أسئلة ثلاث: ما هي مساهمة التراث الإسلامي في القضايا التي تثيرها العلوم الاجتماعية والإنسانية، وأين يتفق ويختلف معها، وكيف يمكن أن يُسهم في تصحيح وتقويم مسار المعرفة الإنسانية والاجتماعية المعاصرة.
إن الإحاطة بهذه التساؤلات وتقديم الإجابات عليها لن يتحقق إلا إذا سبقها فهم واستيعاب كامل لطبيعة هذا التراث وتقدير لجوانب القوة والضعف فيه، وتلك نقطة يشدد عليها الدكتور الفاروقي حين يذهب إلى القول بأن التراث ليس نسخة من الوحي لكنه يشتمل عليه كنقطة انطلاق تأسست عليها مجمل الثقافة والمعارف الإسلامية، وإذا كان الوحي غير قابل للنقد فليس كذلك فهم المسلمين له ولا مجمل المعرفة الإنسانية الناتجة عنه، ومن هنا ينبغي إعمال النقد بحق التراث؛ فإذا وجد أنه غير ملائم أو جانبه الصواب فينبغي أن تتوجه الجهود لتصحيحه أما إذا كان ملائما لاحتياجات الواقع فلنعمل على الاستفادة منه وصقله وبلورته والإضافة إليه.

## الإسلام والأديان الأخرى
قدّم الدكتور الفاروقي إسهاماً متميزاً في سبيل إيضاح موقف الإسلام من الأديان الأخرى وذلك بحكم تخصصه في فلسفة الأديان، وهو ينطلق من إقرار الإسلام بأن ظاهرة النبوة ظاهرة شاملة ومتكررة وأنها حدثت على امتداد الزمان والمكان، وأن الله سبحانه وتعالى لن يُحاسب البشر حتى يبعث فيهم نبيا. والأنبياء منهم من ورد ذكره في الكتب السماوية ومنهم مَنْ لم يرد ولكن يمكن لنا التعرف عليهم عن طريق مضمون رسالتهم؛ فجوهر دعوة الأنبياء جميعا التوجه إلى الله وحده بالعبادة، وفعل الخيرات واجتناب المنكرات. «إن الذين آمنوا والذين هادوا والنصارى والصابئين من آمن بالله واليوم الآخر وعمل صالحاً فلهم أجرهم عند ربهم ولا خوف عليهم ولا هم يحزنون» البقرة: 62
وينظر الإسلام إلى الديانتين التوحيديتين اليهودية والمسيحية بنوع من الشعور بأواصر القربى والاشتراك في جوهر توحيدي واحد «فالإسلام لا يرى في اليهودية والمسيحية آراء أخرى لابد من التسامح إزاءها بل ديانتين قائمتين شرعا نزلتا بوحي من الله، ثم إن وضعهما المشروع هذا ليس بالاجتماعي السياسي ولا الثقافي ولا الحضاري بل هو وضع ديني. والإسلام دين فريد في هذا المجال، إذ لا توجد ديانة في العالم تجعل من الإيمان بحقيقة أديان أخرى شرطا لازما في إيمانها الخاص وشهادتها على الناس».
ولا يعني هذا أن الإسلام يُقدّر أتباع الأديان التوحيدية كانت أم وضعية مسقطاً من تقديراته من هم لا يؤمنون بأي دين؛ فهؤلاء ينظر إليهم الإسلام باعتبارهم بشراً لهم حقوقهم الكاملة غير المنقوصة؛ بموجب أنهم يؤمنون بالدين الفطري الذي منحه الله للبشر كافة، وأنهم يمكن أن يكونوا مؤمنين بالله سبحانه وتعالى بما استودعه الله فيهم من عقل قادر على التمييز بين الهدى والضلال.
على هذا فإن نظرة الإسلام إلى البشر –كما استنبطها الفاروقي- تأتي على ثلاثة مستويات منفصلة أولها الاشتراك في دين الفطرة؛ فالله تعالى قد منح البشر جميعا عند ميلادهم دينا صحيحا صادقا وفطريا لا يتبدل بمرور الأزمان. وثانيها أن البشر وعلى اختلافهم كانوا هدفا للوحي الإلهي كلٌُ بأسلوب يتلاءم مع تاريخه ولغته. وثالثها التماثل بين الديانات التوحيدية الثلاث اليهودية والمسيحية والإسلام باعتبارها مُنّزلة من الله سبحانه وتعالى.
من الواضح أن الإسلام وقد اعترف بالديانات التوحيدية وغيرها فقد منح جميع الذميين ـ أتباع الديانات التوحيدية والأديان الأخرى ـ حقوقا وامتيازات داخل الدولة الإسلامية؛ فللذمي الحق المطلق في أن يظل على عقيدته حتى وإن تم عرض الإسلام عليه مرات متعددة، ذلك أن النبي (صلى الله عليه وسلم) كفل لنصارى نجران ولكافة الذميين هذا الحق. كما يجوز للذمي أن يحاول إقناع المسلم بعقيدته أيا كانت، انطلاقا من أن حق الإقناع متبادل، وأنه عملية ذات وجهين من المناقشة والمناقشة المضادة، ولا يمكن أن تتم إلا في وجودها وإلا أصبحت إملاءً وإكراها. ولأهل الذمة الحق في أن يلقنوا أبناءهم تعاليم دينهم، وأن يتلقى أبناءهم تعليما دينيا في المؤسسات التعليمية الرسمية، ولهم كامل الحق في التعبد وإقامة دور العبادة التي تكفل لهم ممارسة شعائر دينهم. وللدولة الإسلامية أن تكفل لهم حق التملك، وحق العمل دونما تقيد بنوعية معينة من الوظائف حتى ذات الطبيعة الحساسة كالوظائف العسكرية، ولهم الحق كذلك في إشباع رغباتهم في السعادة والتمتع بالجمال إذ يجوز لهم معاقرة الخمر واقتناء الأعمال الفنية التي يرى الإسلام أنها غير جائزة، شريطة أن يتم ذلك في نطاق ضيق لا يتجاوز دوائرهم المغلقة خشية تهديد الشعور الأخلاقي العام.
من خلال ذلك يتضح أن الدكتور الفاروقي كان يمتلك رؤية تجديدية منفتحة على العصر وغير منقطعة الصلة عن التراث، وترك بصمات فكرية واضحة على عدد من الباحثين الشباب من أبناء الجيل الثاني لإسلامية المعرفة نذكر منهم إبراهيم زين ولؤي صافي. وقد تميزت أفكاره بالانفتاح وخصوصا تجاه الآخر إذ كان ينظر إليه بوصفه إنسانا له كافة الحقوق الإنسانية بغض النظر عن دينه وجنسه؛ فكان بذلك مفكرا عربيا وإسلاميا إنسانيا 

## مقتله
بتاريخ 27 مايو 1986م الموافق 18 رمضان 1406 هـ قُتل الفاروقي وزوجته «لويس» «لمياء الفاروقي» في منزلهما في بنسلفانيا، حينما تسلل أمريكي أسود إلى شقتهما، وقام بقتلهما بالسكين. اعترف «جوزيف لويس يونغ» بارتكابه الجريمة وحُكم عليه بالإعدام وتوفي في السجن لأسباب طبيعية في عام 1996.
روى «هشام الطالب» من المعهد في أمريكا، أن المجرم بدأ أولاً بزوجة الفاروقي، فقتلها بالسلاح الأبيض وبسرعة، ثم صعد لمواجهة إسماعيل الفاروقي، حيث طعنه 28 طعنة، قبل أن يجهز عليه، وقد حاول الفاروقي مقاومته فلم ينجُ، وأثناء هذا كانت أحد ابنتي العائلة قد اقتربت على الصراخ فطعنها ونزفت، فظن أنها ماتت فتركها، أما الثانية فقد اختبأت في الخزانة وهي ترقب المجزرة في جو رعب لا حد له. خرج الرجل الأسود القاتل وقد أجهز على عائلة الفاروقي، وحين ألقي القبض عليه قال إن وحياً من السماء أشار عليه بالتخلص من الفاروقي، ومما ذكر الطالب أنه لا يستبعد صلة الموساد بكل العملية، فقد كان في أمريكا رجل قدم من إسرائيل قبل الحادثة بقليل له صلة بالرجل الأسود، وكان رجلاً يهودياً يزعم أنه له دراسات إسلامية وما شابه.
وقد روى «هشام الطالب» أن القاتل مكث في السجن بضع سنين، وحاولوا الاتصال به، ولكن حيل بينهم وبين رؤيته، وكانوا يريدون معرفة من المدبِّر الفعلي للجريمة؟ ولم يكن الرجل الأسود سوى الأصبع التي نفذت العملية، لكن أغلق الملف تماماً حين مات الرجل من مرض ولم يكن يشكو من شيء، فقد أُجهز على القاتل حتى يحمل معه سره إلى القبر.
بعد مصرعه استولى الخوف على من بقي من أفراد عائلته أن تطالهم يد الموت بشكل آخر، فنأوا عن أي اتصال وفضلوا أن يعيشوا بعيدين عن المعهد وأهله وكل ما له صلة بحياة والدهم، ولجأوا إلى الظل فهو أكثر مكان أمناً..وهي مأساة فوق المأساة، فأمريكا غابة من نوع مختلف وليست جنة الله كما يتصور البعض.
بعد أحداث سبتمبر تمت مهاجمة المعهد من قبل الأمن الأمريكي، فحملت كل الوثائق والحواسيب وأطناناً من الأوراق، وتعرضوا لمضايقات شديدة، ودخلوا محنة كبيرة من نوع مختلف، ولكنهم كانوا قد احتاطوا أمرهم بثلاث: أموال كثيرة صرفوها لمحامين أكفاء، وتصفية ذمتهم من الضرائب بشكل واضح ونظيف، وبعدهم عن الشبهات والعنف، فنجوا من العاصفة..ولم يخلصوا بعد من كثير من المضايقات.
كانت حياة الفاروقي ملحمة رائعة، وحياة عائلته مأساة كاملة، وقبل أن يموت كان ابنه في الجيش الأمريكي، ثم أخبر من قيادة الجيش أن ابنه مات في تدريبات عسكرية، ولما أراد أن يرى الجثة أو يتعرف على مكان قبره لم يصل لشيء؟